# Jeanne Eagels
Jeanne Eagels, właśc. Amelia Jeanne Eagles (ur. 26 czerwca 1890 w Bostonie (Massachusetts), zm. 3 października 1929 w Nowym Jorku) – amerykańska aktorka broadwayowa i filmowa.

## Życiorys
Jeanne Eagels urodziła się 26 czerwca 1890, jak sama utrzymywała w Bostonie (Massachusetts), a w wieku dwóch lat przeprowadziła się z rodzicami do Kansas City (Missouri). Już jako dziecko występowała na scenie. Jej formalna edukacja trwała dwa lata – Jeanne Eagels uczęszczała do Georgia Brown Dramatic School w Kansas City. Następnie pracowała jako kasjerka w domach handlowych, jednocześnie regularnie chodziła na przedstawienia teatralne. Eagels zaczęła grywać pomniejsze role w trupie wędrownych aktorów u boku Evy Lang a następnie w wieku piętnastu lat śpiewała w chórkach w przedstawieniach wystawianych na Midweście przez braci Dubinsky – ze starszym Maurice'em związała się uczuciowo. Według niektórych źródeł wyszła za niego za mąż a syn urodzony w związku został oddany do adopcji.
Jeszcze jako nastolatka wyjechała do Nowego Jorku, gdzie dostała się do produkcji broadwayowskich Ziegfeld Follies. Na Broadwayu grywała role dramatyczne. W 1911 przyciągnęła uwagę krytyków wcielając się w postać Miss Ranault w sztuce Jumping Jupiter, w 1912 otrzymała rolę w Mind-the-Paint-Girl. Na scenie grała u boku Juliana Eltinge'a i George'a Arlissa. Jej najsłynniejsza rola to partia Sadie Thompson w sztuce Rain, która była wystawiana od 1923 przez dwa lata w Nowym Jorku. W 1925 Eagels wyszła za mąż za Edwarda Harrisa "Teda" Coya – maklera i byłego zawodnika futbolu amerykańskiego, z którym rozwiodła się po trzech latach. Eagels zagrała również w ośmiu filmach niemych, m.in. w Man, Woman and Sinn z Johnem Gilbertem. Jej uzależnienie od alkoholu a od połowy lat 20. XX wieku również od heroiny początkowo nie odbijało się na jej karierze, jednak problemy zdrowotne zaczęły przeszkadzać w pracy nad jej ostatnim filmem Jealousy.
Jeanne Eagels zmarła 3 października 1929 w Nowym Jorku po przedawkowaniu środków nasennych. Pochowana na Cavalery Cemetry w Kansas City.

## Filmografia
- The House of Fear (1915)[6]
- The World and the Woman (1916)[6]
- The Fires of Youth (1917)[6]
- Under False Colors (1917)[6]
- The Cross Bearer (1918)[6]
- Man, Woman and Sin (1927)[8]
- List (The Letter, 1929)[8]
- Jealousy (1929)[8]